# Roman Kostynowicz
Roman Jerzy Kostynowicz (ur. 10 kwietnia 1921 w Jeziernej, zm. 2 sierpnia 2008) – ksiądz infułat, diecezjalny konserwator zabytków archidiecezji szczecińsko-kamieńskiej oraz członek Wojewódzkiej Rady Ochrony Zabytków.
Roman Kostynowicz urodził się w 1921 roku w Jeziernej, gdzie matka jego była nauczycielką, a ojciec oficerem Wojska Polskiego. W czasie okupacji służył w Armii Krajowej. Przybył do Szczecina na prośbę, lecz osiedlił się tam na stałe. W 1946 roku ukończył szkołę średnią, po czym podjął studia w seminarium duchownym. Święcenia kapłańskie otrzymał 25 maja 1952 roku z rąk arcybiskupa Lucjana Bernackiego w katedrze Wniebowzięcia Najświętszej Maryi Panny w Gorzowie Wielkopolskim. Od roku 1959 był diecezjalnym referentem do spraw sztuki kościelnej w Kurii Gorzowskiej. W roku 1961 na toruńskim Uniwersytecie Mikołaja Kopernika na Wydziale Sztuk Pięknych (Instytut Zabytkoznawstwa i Konserwatorstwa) skończył studia na ze specjalizacją konserwacja zabytków (dyplom numer  284). W tym samym roku został wikariuszem i konserwatorem zabytków w parafii św. Ottona w Kamieniu Pomorskim, a już 12 października po śmierci tamtejszego proboszcza został nowym proboszczem kamieńskiej parafii.  W roku 1972 po powołaniu diecezji szczecińsko-kamieńskiej został wikariuszem biskupim do spraw kontaktu z władzami oraz Diecezjalnym Konserwatorem Zabytków. Kostynowicz opuścił Kamień w lutym 1980 roku, gdy został proboszczem parafii św. Jakuba Apostoła w Szczecinie.  W roku 1991 został honorowym mieszkańcem Kamienia Pomorskiego. Z archidiecezją szczecińsko-kamieńską był związany przez prawie 30 lat. Pełnił też funkcję diecezjalnego konserwatora zabytków oraz był wikariuszem biskupim odpowiedzialnym za budownictwo i konserwację obiektów sakralnych. Jego praca miała kluczowe znaczenie dla ochrony zabytków na terenie Pomorza Zachodniego. Szczególnie zaangażowany był w restaurację katedry w Kamieniu Pomorskim, gdzie miał duży wpływ na odnalezienie i odrestaurowanie organów oraz organizację festiwalu organowego. Udzielał również wsparcia w procesie odbudowy katedry szczecińskiej.
W roku 2001 został Laureatem Złotej Odznaki Stowarzyszenia Konserwatorów Zabytków. 

## Publikacje
- Roman Kostynowicz: Kościoły Archidiecezji Szczecińsko-Kamieńskiej. Szczecińskie Wydawnictwo Archidiecezjalne, 2000. ISBN 83-7041-202-5. (pol.). Brak numerów stron w książce
- Roman Kostynowicz: W cieniu trzech katedr. Wydawnictwo "Dokument" - Oficyna Archiwum Państwowego, 2006. ISBN 83-89341-43-3. (pol.). Brak numerów stron w książce
- Roman Kostynowicz: W blasku katedr. Stowarzyszenie Konserwatorów Zabytków - Oddział w Szczecinie, 2010. ISBN 83-89341-72-7. (pol.). Brak numerów stron w książce
- Roman Kostynowicz: W cieniu trzech katedr. Wydaw. AP "Dokument", 1999. ISBN 83-86992-49-2. (pol.). Brak numerów stron w książce
- Roman Kostynowicz: Kościoły miast biskupich w malarstwie i grafice Wiesława Śniadeckiego. Wydawnictwo Polskie Pismo i Książka, 1991. (pol.). Brak numerów stron w książce
- Roman Kostynowicz, Gwido Chmarzyński: Katedra Św. Jana Chrzciciela w Kamieniu Pomorskim. 1988. (pol.). Brak numerów stron w książce
- Lubomira Madejska, Roman Kostynowicz: Przewodnik po bazylice katedralnej p. w. świętego Jakuba Apostoła w Szczecinie wydany w 800-lecie tego kościoła z okazji II Kongresu Eucharystycznego i pielgrzymki Ojca Świętego Jana Pawła II do Szczecina w dniu 11.VI.1987. wydawca nieznany, 1987. (pol.). Brak numerów stron w książce
- Roman Kostynowicz: Kościoły Archidiecezji Szczecińsko-Kamieńskiej. Szczecińskie Wydawnictwo Archidiecezjalne, 2000. ISBN 83-7041-202-5. (pol.). Brak numerów stron w książce
- Roman Kostynowicz: Dom in Kamień Pomorski. ZET, 1998. ISBN 83-86736-93-3. (niem.). Brak numerów stron w książce